# Якубув (гмина)
Якубув (пол. Jakubów) — сельская гмина (волость) в Польше, входит как административная единица в Миньский повет, Мазовецкое воеводство. Население — 4941 человек (на 2004 год).

## Демография
| Перепись                       | Всего   | Всего | Женщины | Женщины | Мужчины | Мужчины |
| ------------------------------ | ------- | ----- | ------- | ------- | ------- | ------- |
| Единицы                        | человек | %     | человек | %       | человек | %       |
| Население                      | 4941    | 100   | 2444    | 49,5    | 2497    | 50,5    |
| Плотность населения (чел./км²) | 56,6    | 56,6  | 28      | 28      | 28,6    | 28,6    |

## Сельские округа
1. Александрув
2. Анелинек
3. Антонин
4. Бжозувка
5. Буды-Куминьске
6. Гуры
7. Изабелин
8. Якубув
9. Йенджеюв-Новы
10. Йенджеюв-Стары
11. Юзефин
12. Камёнка
13. Леонтына
14. Людвинув
15. Лазиска
16. Мистув
17. Мочидла
18. Нарт
19. Пшедевсе
20. Жондза
21. Стшебуля
22. Щытник
23. Турек
24. Тымотеушев
25. Виснев
26. Воля-Польска

## Соседние гмины
1. Гмина Цеглув
2. Гмина Добре
3. Гмина Калушин
4. Гмина Миньск-Мазовецки
5. Гмина Станиславув